# Corno (artista)

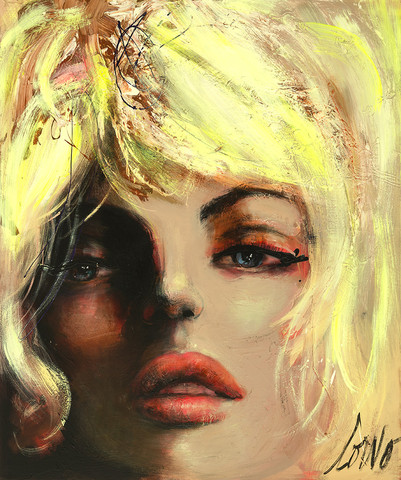
Rosto Loiro, de 72 por 60 polegadas (180 x 150 cm)

Joanne Corneau (Canadá, 22 de novembro de 1952 - México, 21 de dezembro de 2016), mais conhecida pelo pseudônimo de Corno, foi uma artista canadense da região de Saguenay, Quebec. Ela alcançou reconhecimento internacional por suas pinturas em grande escala de rostos e corpos de mulheres em um estilo "pós-pop".

## Primeiros anos
Corno nasceu em Chicoutimi, no Canadá, e gostava de desenhar desde tenra idade. Ela se mudou para Montreal no início dos anos 70 e conseguiu seu bacharelado em Belas Artes na Universidade do Quebec em Montreal.

## Carreira
Corno realizou sua primeira exposição na Galeria Clarence Gagnon em Montreal e também exibindo em Toronto, Calgary, Ottawa e Vancouver. Em 1986, ela apresentou seu trabalho no Pavilhão de Quebec na Expo 86 em Vancouver. Durante esse período, ela foi representada pela Galeria Yves Laroche em Montreal.
Nos anos 1980, Corno mudou-se para os Estados Unidos, realizando exibições na Morgan Gallery em Boston e na Universidade de San Diego. Em 1991, ela se estabeleceu em Nova Iorque, com poucos contatos e habilidades limitadas no idioma inglês. Seus quadros foram inicialmente pendurados no salão de cabeleireiro de uma amiga até que seu trabalho fosse notado e ela foi convidada a participar de exposições coletivas; ela também foi selecionada como a artista em destaque na Steuben Glass Gallery. No final dos anos 90, Corno foi convidada a ingressar na Opera Gallery, uma rede de várias galerias de arte contemporânea localizadas em todo o mundo. Como resultado, seu trabalho foi exibido em Nova Iorque, Londres, Paris, Veneza, Mônaco, Hong Kong, Cingapura, Seul e Dubai.
Corno participou do Massive Media Techno-Graffiti Event em Nova Iorque em 2005. Suas obras foram projetadas nas fachadas dos edifícios em Columbus Circle e Union Square. Ela também foi entrevistada para o documentário The Art of the Nude, que estreou no Festival Internacional de Filmes de Arte. Mais tarde, foi ao ar na Bravo!, Art-TV, France 5 e CBC Television. No mesmo ano, Corno foi a artista de destaque no evento internacional de moda "The Train", que atendia fashionistas, estilistas, diplomatas, curadores e celebridades. Ela criou um mural de 45 pés (14 m) para o evento.
Em 2006, Corno abriu sua própria galeria de arte em Montreal, a AKA Gallery, representando seu trabalho exclusivamente. No início daquele ano, ela foi a artista convidada do Cirque du Soleil na estreia de Alegría no Royal Albert Hall, em Londres. Suas pinturas foram exibidas na sala VIP e nos jardins do telhado. Outras obras foram exibidas na Opera Gallery de Londres. Durante o mesmo ano, Corno participou de duas outras exposições: uma na Left Coast Gallery, em Los Angeles, e a outra na Opera Gallery de Hong Kong. No ano seguinte, Corno foi convidada de honra no lançamento do Fido Spot em Toronto. Seus trabalhos foram projetados no maior sistema de projetor digital de exterior de última geração do Canadá. Em junho, seu trabalho foi apresentado no Luminato Festival, o Festival de Artes e Criatividade de Toronto. Ela também começou a exibir seus trabalhos na Thompson Landry Gallery de Toronto.
Vários shows ocorreram em 2008 na Opera Galleries em Hong Kong, Nova Iorque e Paris. Ela também participou de uma exposição coletiva intitulada "Made in NY". No ano seguinte, Corno expôs na Opera Gallery de Cingapura, seguida de sua primeira exposição individual na Opera Gallery de Dubai. Durante esse período, ela também foi escolhida como Artista Convidada pelo Festival Internacional de Jazz de Montreal. Quando o festival comemorou seu 30.º aniversário, que coincidiu com o 30.º aniversário da carreira artística de Corno, ela criou uma pintura Face For Jazz, que foi estreada em meados de junho na abertura da nova galeria de arte do festival em Montreal. Corno publicou um livro, Cornographie (2010), um relato de sua chegada e vida em Nova Iorque e um documentário, Corno (2012), foi feito sobre ela e seu trabalho. Em 2015, Corno participou de um evento de angariação de fundos para o Hospital Maisonneuve-Rosemont, no qual pintou homens nus na frente de uma plateia.

## Estilo e influências
Corno pintou obras em larga escala de rostos e corpos femininos; seu estilo foi considerado "pós-pop" e neoexpressionista, mostrando semelhanças com o trabalho de Andy Warhol. Ela harmonizou o abstrato com o figurativo e usou texturas ousadas, movimento e cores. Corno afirmou que se inspirou nos artistas Renoir, Toulouse-Lautrec e Julian Schnabel e também pela variedade de arte que experimentou na vida cotidiana, como comida, música, fotografia, cinema, outdoors e viagens.

## Morte
Em 2016, Corno viajou ao México para procurar tratamento médico para câncer de garganta. Ela morreu em 21 de dezembro de 2016.